# Onondaga (langue)
Pour les articles homonymes, voir Onondaga.
L'onondaga est une langue iroquoienne du Nord parlée dans l'État de New York et en Ontario sur la réserve des Six-Nations par le peuple Onondaga. 
La langue est en danger : seul un nombre réduit de personnes, toutes âgées, la parlent encore.

L'onondaga, nommé par les Français onnontagué était une des langues de la confédération iroquoise des Cinq-Nations.

## Phonologie

### consonnes
|              | Bilabiale | Dentale | Palatale | Post-alv. | Vélaire       | Glottale |
| ------------ | --------- | ------- | -------- | --------- | ------------- | -------- |
| Occlusive    |           | t [t]   |          |           | k [k] kw [kʷ] | ʔ [ʔ]    |
| Fricative    |           | s [s]   |          |           |               | h [h]    |
| Affriquée    |           |         |          | ts [ts]   |               |          |
| Nasale       |           | n [n]   |          |           |               |          |
| Semi-voyelle | w [w]     |         | y [j]    |           |               |          |

- Allophones

L'onondaga, comme les autres langues iroquoiennes, ne distingue pas entre consonnes sourdes et sonores. Devant une voyelle la plupart des occlusives, affriquées et fricatives, à savoir t, k, kw, ts deviennent sonores.

### Voyelles
|         | Antérieure  | Centrale | Postérieure |
| ------- | ----------- | -------- | ----------- |
| Fermée  | i [i]       |          | ų [ũ]       |
| Moyenne | ę [ɛ̃] e [e] |          | o [o]       |
| Ouverte | æ [æ]       | a [a]    |             |

## Morphologie
L'onondaga est une langue polysynthétique, ayant des formes morphologiques nombreuses sur les verbes. La morphologie des noms est moins complexe. En plus, il y a des particules monomorphiques avec propriétés grammaticales.

### Morphologie verbale
Les verbes onondagas incluent trois classes aspectuelles (voir dessous) : les verbes actifs, les verbes de mouvement, et les verbes statifs. Il y a quatre aspects en onondaga : habituel (HAB), statif (STAT), ponctuel (PUNC - de l'anglais 'punctual'), et purposif (PURP).